# Медресе Дор уш-Шифо
Медресе Дор уш-Шифо (Дор-уш-шифо; Дору-ш-шифо; Доруи-Шифо, Дорул Шифо) — утраченное здание медресе в Бухаре (Узбекистан), воздвигнутое в 1696—1697 годах по приказу и на средства узбекского правителя Субханкули-хана. Располагалось на площади Регистан, у подножия бухарского Арка. Здание не уцелело до наших дней.
Медресе состояло из 18 худжр. С точки зрения архитектуры не представляло интереса, но оно было не только учебным заведением по медицине, но и выполняло функцию больницы и амбулатории. Здесь была аптека европейского типа, откуда выдавались бесплатные лекарства.
При основании этого медресе часть его доходов предназначалась для изучающих медицину и часть — для лечения больных. Его основатель — Субханкули-хан выделил вакф для этих и других целей 7000 танапов земли.
Основатель медресе Субханкули-хан был автором нескольких произведений по медицине и астрологии. Он имел познания в медицине и сам занимался врачеванием. Его произведение по медицине «Субханкулиево оживление медицины» («Ихйа ат-тибб Субхани») было написано на среднеазиатском тюркском языке и посвящёно описанию, распознанию и лечению болезней. Один из списков рукописи хранится в библиотеке в Будапеште. Трактат Субханкули-хана посвящённый астрономию назывался как «Сущность лунных фаз в предсказании счастливого часа» («Лубб ал-лаваих ал-камар фи-л-ихтийарат»).
Субханкули-хан увлекался поэзией и писал стихи под псевдонимом Нишони.

## Библиотека
Библиотека (китабхане) медресе Дор уш-Шифо считалась одним из больших в Бухаре. По данным журнала «Шуро» в 1916 году в Бухаре числилось одиннадцать больших библиотек, в том числе и Дор уш-Шифо, и вакуфные доходы шли на их содержание. Все они были приписаны к крупнейшим медресе и составляли их неотъемлемую часть.

## Аптека
Штат аптеки в Дор уш-Шифо состоял из двух аптекарей. Они обслуживали главным образом стационарных больных и готовили лекарства по рецептам лекарей (табибов), работавших в медресе.